# 천도교 중앙대교당
천도교 중앙대교당(天道敎 中央大敎堂)은 일제 시대의 천도교의 총본산 교당이며, 조선 시대 말기 때 동학 농민 운동의 거점이기도 하였다.
조선 말기의 혼란한 사회상과 더불어, 아울러 기존 종교인 불교·유교·선교·천신숭배사상은 그 존재 가치가 약해졌다. 이때 서학 천주교의 유입은 서민층의 비상한 관심을 끌었다. 이에 대응하여 나타난 것이 동학이다. 최제우는 1860년 보국안민, 포덕천하, 광제창생을 선포하고 동학을 창시하였다. 손병희는 1897년 동학의 제3대 교주로서, 1906년 동학을 천도교로 개칭하였다.
중앙대교당의 건립은 손병희에 의하여 추진되었다. 일제는 이 건물의 건립에 갖은 방해를 하였지만, 300만 교도의 성금으로 건립되었다. 신도 1호당 10원씩 모금하기로 계획하고 추진하였다 한다. 대지는 윤치오가의 1,500평이 할애되었다.

## 참고 문헌
- 본 문서에는 서울특별시에서 지식공유 프로젝트를 통해 퍼블릭 도메인으로 공개한 저작물을 기초로 작성된 내용이 포함되어 있습니다.

## 같이 보기
- 천도교 대신사출세백년기념관